# 環境衛生指導員
環境衛生指導員（かんきょうえいせいしどういん）とは、廃棄物の処理及び清掃に関する法律（昭和45年法律第137号）第20条及び浄化槽法（昭和58年法律第43号）第53条第2項の規定に基づき、事業者、廃棄物処理業者、廃棄物処理施設等への立入検査や廃棄物の処理の指導に関する職務を行う者をいう。環境衛生指導員は、都道府県等の職員の中から、知事（又は市長）が任命するが、環境省令でその資格が定められている。

## 資格
環境衛生指導員の資格については、廃棄物の処理及び清掃に関する法律施行規則第16条に規定されている。
1. 医師、薬剤師又は獣医師
2. 学校教育法に基づく大学若しくは高等専門学校、旧大学令に基づく大学若しくは旧専門学校令に基づく専門学校において医学、薬学、保健学、衛生学、獣医学、理学、工学若しくは農学の課程を修めて卒業した者又はこれと同等以上の学力を有すると認められる者
3. 3年以上廃棄物の処理その他環境衛生に関する行政事務に従事した者であつて、環境衛生指導について十分の知識経験を有するもの